# Кареси
Кареси (на османски турски: سى) е турски бейлик в северозападната част на Мала Азия, на южния бряг на Дарданелите, с център в град Балъкесир.
Едно от граничните владения на Иконийския султанат, бейликът става самостоятелен около 1299 година. В средата на 30-те години (според някои източници през 1348 – 1349 година) Кареси е завладян от султан Орхан I и става първото мюсюлманско владение, подчинено от османците.